# Slatina pri Dobjem
Slatina pri Dobjem – wieś w Słowenii, w gminie Dobje. W 2018 roku liczyła 75 mieszkańców.